# Gladys Pyle

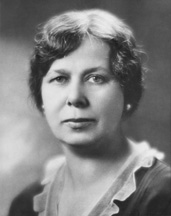
Gladys Pyle

Gladys Pyle (* 4. Oktober 1890 in Huron, Beadle County, South Dakota; † 14. März 1989 ebenda) war eine US-amerikanische Politikerin (Republikanische Partei), die den Bundesstaat South Dakota im US-Senat vertrat. Sie war die erste Senatorin ihrer Partei.

## Aufstieg in South Dakota
Gladys Pyle besuchte die öffentlichen Schulen und machte 1911 ihren Abschluss am Huron College. In der Folge war sie zwischen 1912 und 1918 als High-School-Lehrerin in Miller, Wessington und Huron tätig. 1923 begann ihre politische Laufbahn mit der Wahl ins Repräsentantenhaus von South Dakota, dem sie bis 1927 angehörte; sie war damit das erste weibliche Parlamentsmitglied in ihrem Staat. Zwischen 1927 und 1931 übte sie das Amt des Secretary of State in der Regierung von South Dakota aus. 1930 bewarb Pyle sich um die republikanische Nominierung für die Gouverneurswahl; erst nach mehrmaliger Neuauszählung der abgegebenen Stimmen stand ihre Niederlage gegen Warren Green fest, der später auch die Wahl zum Gouverneur gewann.
Von 1931 bis 1933 war Gladys Pyle Mitglied der State Securities Commission von South Dakota, danach betätigte sie sich im Versicherungsgewerbe. Während dieser Zeit war sie gemeinsam mit ihrer Mutter und zwei Schwestern als Verfechterin des Frauenwahlrechts aktiv. In ihrem Haus fanden zahlreiche Sitzungen der örtlichen Arbeitsgruppe statt.

## US-Senatorin
Nach dem Tod von US-Senator Peter Norbeck am 20. Dezember 1936 trat Gladys Pyle zur Nachwahl um dessen Mandat an, die am 8. November 1938 stattfand. Zwischenzeitlich hatte Herbert E. Hitchcock den Sitz kommissarisch eingenommen. Mit 58,1 Prozent der Stimmen setzte sie sich gegen den Demokraten John McCullen durch, woraufhin sie am folgenden Tag in den Kongress einzog. Zur am selben Tag abgehaltenen Wahl für die folgende Amtsperiode trat sie nicht an; diese entschied mit John Chandler Gurney ebenfalls ein Republikaner für sich. Gurney löste sie dann am 3. Januar 1939 im Senat ab. Sie war dort die erste Senatorin, die nicht zunächst ernannt, sondern direkt in ihr Amt gewählt worden war.
Zwei Jahre später war Gladys Pyle dann die erste Frau, die bei einem Nominierungsparteitag eine Nominierungsrede halten durfte: Bei der Republican National Convention in Philadelphia sprach sie sich für Wendell Willkie aus. Danach zog sie sich aus der Politik zurück: Sie setzte ihre berufliche Laufbahn auf dem Versicherungssektor fort und betätigte sich zudem im landwirtschaftlichen Bereich. Von 1943 bis 1957 saß sie noch im Board of Charities and Corrections ihres Heimatstaates.
Im März 1989 verstarb Gladys Pyle 98-jährig in ihrer Geburtsstadt Huron. Zu diesem Zeitpunkt war sie das älteste noch lebende ehemalige Senatsmitglied. Das Haus ihrer Familie, in dem sie von 1894 bis 1985 lebte, wurde in das National Register of Historic Places aufgenommen und ist heute ein Museum.